# Кайнар Кошек султан
Кайнар Кошек султан (XVI в. — 1598 г.) — казахский султан. Сын Ондан султана, внук Шигай хана. Год рождения неизвестен, умер приблизительно во второй половине 1598 года. Родился от второй жены Ондан султана – Суим ханум. Один из влиятельных султанов при Тауекел хане. Об этом свидетельствуют записи в труде «Свод казахских законов». Там написано: «Самые влиятельные и авторитетные султаны этого времени – Шах-Мухаммед и Кошек. На ханских выборах в 1598 году Шах-Мухамед отсутствует, а Есим по статусу выше Кошека». С учетом того, что Есим был избран ханом в 1598 году, султан Кошек остался влиятельным и авторитетным султаном. Кушек султан активно участвовал в походах своего дяди Есим хана, руководил войском. В книге М. Магауина «Азбука казахской истории» написано: «Казахские отряды во главе с Есим ханом и Кушеком активно вступают в военные действия в Восточном Туркестане». Это говорит о статусе Кушек султана в ханстве. Кушек султан известен был в народе как Кайнар Кушек.
В Центральном архиве российских древних актов сохранилось письмо родного старшего брата Кошека - Ураз Мухаммед султана на родину, перечень его посланий родным и близким:
«Аллах всемогущ! Склоняю голову перед Тауекель бахадур ханом, великим из великих, мудрейшим, отважным, высокородным старшим братом нашим, храни в сердце своем преданный образ родного тебе Ураз Мухаммед султана».
Так же он шлет привет от находившихся в почетном плену бабушки Ази Ханым, матери Алтун Ханым, тети Алтун Ханым, сестер Бахты Ханым и Кун Ханым. От своего имени в качестве подарка Ураз Мухаммед выслал Тауекель хану расшитый золотом парчовый халат, дяде Есим султану — вышитые золотым позументом сапоги, младшему брату Кошек султану — лук со стрелами, другим родственникам также различные подарки.
Султан Кошек был руководителем авангардной части казахских войск в походе Тауекель хана на Бухару в 1598 году. Погиб при осаде Бухары 1598г., от полученной раны в голову. Захоронен в г. Туркестан, где сохранился склеп Кошек султана, который расположен на восточной стороне мавзолея Ходжи Ахмеда Ясауи. Само расположение этого сооружения (в 5м от внешней стены Большого Аксарая, где похоронены самые знатные люди казахского народа), свидетельствует о том, что погребенный тоже является одним из самых почитаемых представителей народа.
Кошек султан через сына Бокея является прапрадедом султана Среднего жуза Барака, и предком Алихана Букейханова, председателя правительства Алаш Орды, депутата государственной думы России.